# Martin Batenburg
Martinus Coenraad (Martin) Batenburg (Den Haag, 4 maart 1919 - Eindhoven, 5 juni 2002) was een Nederlands politicus. Batenburg was de oprichter van het Algemeen Ouderen Verbond (AOV). Ook was hij voorzitter van deze partij en zat hij namens deze partij in de Eerste Kamer.
Batenburg werd geboren in een gezin van acht kinderen. Hij volgde de lagere en middelbare school in Den Haag. Bij het uitbreken van de Tweede Wereldoorlog vervulde hij zijn dienstplicht. Tijdens de oorlogsjaren volgde hij de HBS en was hij administrateur van de luchtbescherming Den Haag. In 1948 werd Batenburg personeelschef bij de Zuid-Hollandsche Bierbrouwerij (ZHB) in Den Haag. In 1961 stapte hij over naar Philips, waar hij dezelfde functie vervulde. Later werkte hij op het opleidingscentrum van Philips.
In 1984 ging Batenburg met pensioen. Tien jaar later richtte hij het Algemeen Ouderen Verbond op. In 1995 zat hij kort namens deze partij in de Provinciale Staten van Noord-Brabant. Daarnaast was hij voorzitter van het AOV. Omdat het bestuur van het AOV vond dat Batenburg te oud was om het lidmaatschap van de Eerste Kamer te combineren met het partijvoorzitterschap en het lidmaatschap van Provinciale Staten, werd Batenburg op een niet-verkiesbare plek voor de verkiezingen van de Eerste Kamer in 1995 gezet. Met voorkeurstemmen werd hij op 29 mei 1995 toch in de Eerste Kamer gekozen.
Enkele dagen later, op 2 juni 1995, werd Batenburg geroyeerd als lid van het AOV, omdat een meerderheid van het hoofdbestuur hem de financiële chaos bij het AOV verweet. Batenburg belegde met medestanders echter een ledenvergadering op de tiende juni. Op deze vergadering werden de Tweede Kamer-leden Jet Nijpels, Leo Boogaard, Liesbeth Aiking-van Wageningen en het Eerste Kamerlid Jan Hendriks geroyeerd en werd Batenburg in zijn functie hersteld. Op 7 april 1998 stapte Batenburg alsnog zelf uit het AOV en ging in de Eerste Kamer verder als onder de naam 'Martin Batenburg'. Kort daarvoor, in december 1997, had Batenburg het Nieuw Solidiar Ouderen Verbond opgericht. Namens deze partij was hij lijsttrekker voor de Tweede-Kamerverkiezingen van 1998, maar hij behaalde geen zetel.
Het meest opvallende wapenfeit van Batenburg in de Eerste Kamer was dat hij in 1999 tijdens de Nacht van Wiegel bij de tweede lezing tegen de grondwettelijke regeling van het correctief referendum stemde, terwijl hij bij de eerste lezing voor had gestemd.
Nadat zijn termijn in de Eerste Kamer was verlopen, werd Batenburg nog lid van het CDA. Hij overleed enkele jaren later in Eindhoven
- Biografisch Portaal: 22604530
- Parlement.com: vg09llq8e8zv